# George Baker
George Morris Baker (ur. 1 kwietnia 1931 w Warnie, zm. 7 października 2011 w West Lavington) – brytyjski aktor filmowy, telewizyjny i teatralny; odtwórca, m.in. roli cesarza Tyberiusza w serialu telewizyjnym Ja, Klaudiusz (1976).

## Życiorys
Urodził się w Bułgarii; gdyż jego ojciec, brytyjski przedsiębiorca, był tam wówczas honorowym wicekonsulem. Ukończył college w Lancing. Niebawem debiutował jako aktor w teatrze repertuarowym, później pojawił się na scenie londyńskiego Old Vic.
Pierwszą ważną rolę filmową zagrał w 1955 w filmie wojennym Michaela Andersona pt. Nocny nalot. W tym samym roku po raz pierwszy otrzymał główną rolę w filmie The Ship That Died of Shame, gdzie partnerował mu Richard Attenborough. Z powodzeniem kontynuował karierę aktora filmowego grając na przełomie lat 50. i 60 w kolejnych produkcjach. Zaczął się także pojawiać w serialach telewizyjnych. Z uznaniem spotkała się rola Bakera w głośnym serialu Ja, Klaudiusz (1976), w którym zagrał postać cesarza Tyberiusza. Wystąpił także w filmach o przygodach Jamesa Bonda.
Zmarł w wieku 80 lat w wyniku zapalenia płuc. Wcześniej przeszedł udar mózgu. Jego trzecia żona, aktorka Louie Ramsay, zmarła 7 miesięcy przed nim. Miał pięć córek.
W 2007 odznaczony Orderem Imperium Brytyjskiego V klasy (MBE) za działalność charytatywną.

## Wybrana filmografia
Filmy:
- Nocny nalot (1955) jako kpt. David Maltby
- Lancelot i Ginewra (1963) jako sir Gawaine
- Klątwa muchy (1965) jako Martin Delambre
- Żyje się tylko dwa razy (1967) jako inżynier NASA
- Justine (1969) jako David Mountolive
- Do widzenia, panie Chips (1969) jako lord Sutterwick
- W tajnej służbie Jej Królewskiej Mości (1969) jako sir Hilary Bray
- Egzekutor (1970) jako Phillip Crawford
- Szpieg, który mnie kochał (1977) jako kpt. Benson
- 39 stopni (1978) jako sir Walter Bullivant
- Akcja na Morzu Północnym (1979) jako Fletcher
- Gra w klasy (1980) jako Parker Westlake
- Za królową i ojczyznę (1988) jako Kilcoyne
- Powrót do tajemniczego ogrodu (2001) jako Will Weatherstaff

Seriale TV:
- Partnerzy (1971–1972) jako Brirtten (gościnnie)
- Ja, Klaudiusz (1976) jako Tyberiusz
- Doktor Who (1963–1989) jako Login (gościnnie, 1980)
- Robin z Sherwood (1984–1986) jako sir Richard z Leaford (gościnnie, 1984 i 1986)
- Jeśli nadejdzie jutro (1986) jako Maximillian Pierpont
- Randall i duch Hopkirka (2000-01) jako Berry Pomeroy (gościnnie)
- Coronation Street (od 1960) jako Cecil Newton (gościnnie, 2003)
- Morderstwa w Midsomer (od 1997) jako Charlie/Jack Magwood (gościnnie, 2005)
- Tajniacy (2002–2011) jako Hugo Ross (gościnnie, 2005)
- Nowe triki (od 2003) jako Steve Palmer (gościnnie, 2007)